# Can U Dig It?
«Can U Dig It?» (в пер. с англ. Может ты сам попробуешь найти это?) — второй сингл британской рок-группы Pop Will Eat Itself из их студийного альбома This Is the Day…This Is the Hour…This Is This!.

## О сингле

Кадр из видеоклипа

Релиз «Can U Dig It?» состоялся 9 февраля 1989 года. В чарте Великобритании занял 38-ю строчку, оставаясь на этом месте в течение месяца.
В треке были использованы звуковые фрагменты из фильма «Воины», заглавной темы телесериала «Сумеречная зона» и из композиции «Black Is Black» группы Belle Époque.
К «Can U Dig It?» снято музыкальное видео. В нём показаны участники группы Pop Will Eat Itself, исполняющие песню. В течение всего клипа на заднем плане мелькают различные кадры, например, концертных выступлений коллектива, ночного города, фрагменты комиксов от DC Comics. Кроме того, в видео постоянно появляются изображения мониторов или телевизоров. При съёмках клипа была использована компьютерная графика.

## Список композиций
12"
| №  | Название                      | Длительность |
| -- | ----------------------------- | ------------ |
| 1. | «Can U Dig It?» (12" Version) | 6:25         |
| 2. | «Poison to the Mind»          | 2:45         |

| №  | Название                                 | Длительность |
| -- | ---------------------------------------- | ------------ |
| 1. | «Radio P.W.E.I» (Acapella)               | 1:10         |
| 2. | «The Fuses Have Been Lit» (Instrumental) | 2:07         |

7"
| №  | Название        | Длительность |
| -- | --------------- | ------------ |
| 1. | «Can U Dig It?» | 3:15         |

| №  | Название             | Длительность |
| -- | -------------------- | ------------ |
| 1. | «Poison to the Mind» | 2:45         |

CD
| №  | Название                   | Длительность |
| -- | -------------------------- | ------------ |
| 1. | «Can U Dig It?»            | 3:15         |
| 2. | «Poison to the Mind»       | 2:45         |
| 3. | «Radio P.W.E.I» (Acapella) | 1:10         |
| 4. | «Can U Dig It?» (Twelve)   | 4:25         |

## Участники записи
- Грээм Крээб — вокал
- Клинт Мэнселл — вокал
- Адам Моул — гитара
- Ричард Марч — гитара
- Dr. Nightmare — драм-машина
- Гэрри Хьюз — синтезатор
- Адам Уилсон — мастеринг
- Марк «Флад» Эллис — продюсирование
- The Designers Republic — дизайн

## Позиции в чартах
| Чарт (1988)      | Высшая позиция |
| ---------------- | -------------- |
| UK Singles Chart | 38             |